# Gérard Lommel
Gérard Lommel (* 1954) ist ein luxemburgischer Jurist und Präsident der Nationalen Kommission für den Datenschutz in Luxemburg.

## Leben
Lommel erlangte den Grad eines Master of Laws an der Universität von Nancy (Frankreich) und war zunächst als Rechtsanwalt, später als Staatsanwalt am Tribunal in Luxemburg und schließlich als Rechtsberater in der Privatwirtschaft tätig.
Seit der Errichtung der nationalen Datenschutzkommission am 31. Oktober 2002 ist Lommel ihr Vorsitzender. Er vertritt Luxemburg in der Artikel-29-Datenschutzgruppe.